# Dan George (beeldhouwer)

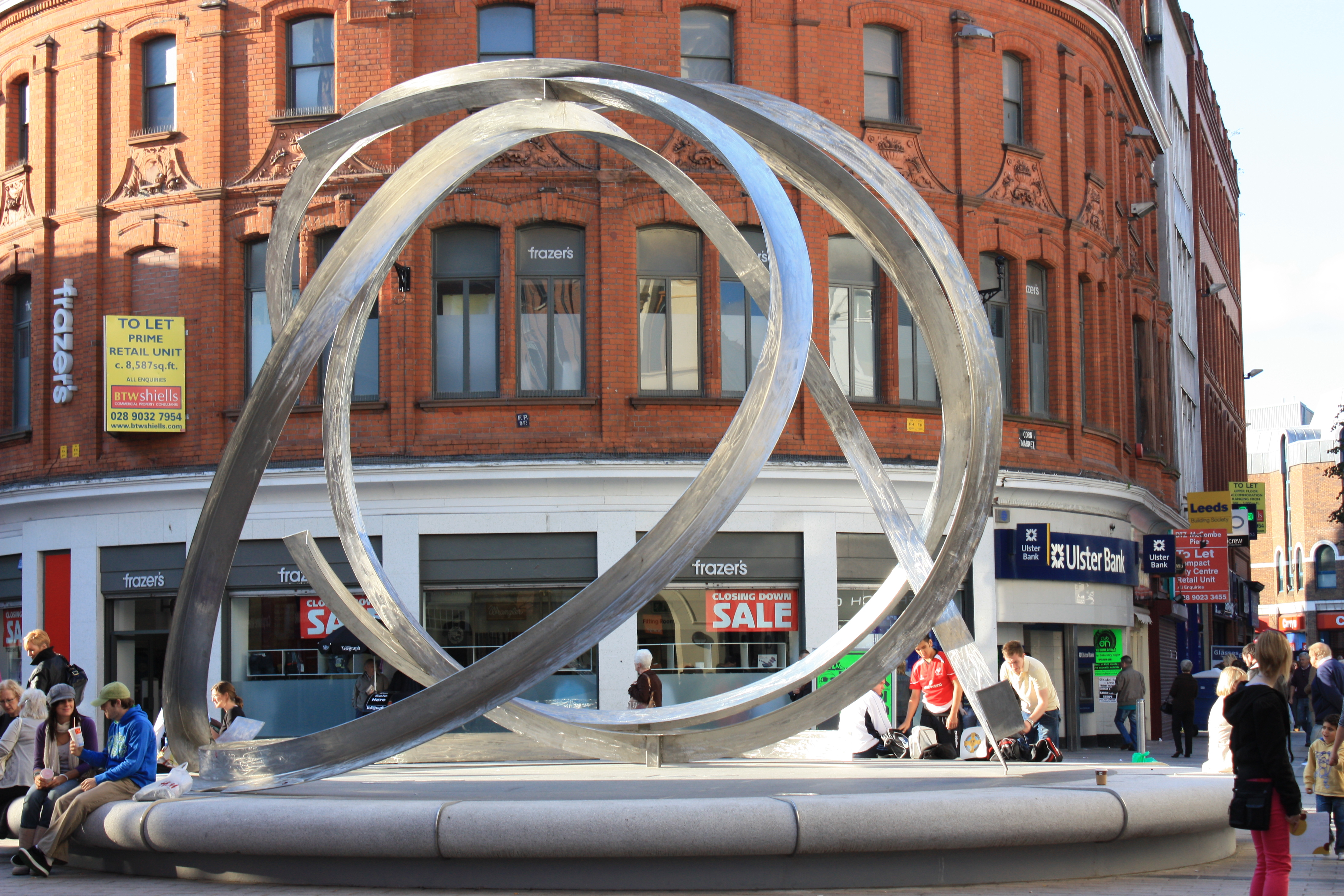
Spirit of Belfast (2009), Belfast

Dan George (Lake George, 5 juli 1943) is een Amerikaanse beeldhouwer.

## Leven en werk
George kreeg zijn opleiding van 1968 tot 1973 aan de Art Students League of New York en bezocht gedurende deze periode eveneens de Koninklijke Academie voor Schone Kunsten in Antwerpen (1970/1971). In 1973 was hij een Henry Schneckenberg Merit Scholar. Hij maakt beeldhouwwerk en installaties voor de openbare ruimte in steden en langs snelwegen in de Verenigde Staten en Europa. George nam in 1977 deel aan de expositie van de Organisation of Independent Artists op Ward's Island in New York.
De kunstenaar leeft en werkt in Brooklyn, een stadsdeel van New York.

## Werken (selectie)
- 1990 : installatie Forest Hill Station in Boston en installatie Southampton Township (New Jersey)
- 1996 : installatie Mermade Brighton Beach Station in New York
- 2002 : installatie Passage of Time aan de N25 in County Wexford, Ierland
- 2003 : 39-delige installatie Race of the Black Pig, Kildare Town By-Pass (Ierland)
- 2005/07 : herstructurering met lichtinstallatie Halo Project  Tobin Street in Cork, Ierland
- 2009 : Spirit of Belfast, Arthur Square in Belfast, Noord-Ierland en installatie Hackensack in New Jersey